# Nadrybie-Wieś
Nadrybie-Wieś – wieś w Polsce położona w województwie lubelskim, w powiecie łęczyńskim, w gminie Puchaczów.
| SIMC    | Nazwa     | Rodzaj    |
| ------- | --------- | --------- |
| 0102284 | Konkoraty | część wsi |

W latach 1975–1998 miejscowość administracyjnie należała do ówczesnego województwa lubelskiego.
Wieś stanowi sołectwo w gminie Puchaczów. Według Narodowego Spisu Powszechnego z roku 2011 wieś liczyła 298 mieszkańców.

## Historia
Metryka wsi sięga XIII wieku wtedy to wieś była w posiadaniu benedyktynów sieciechowskich. Według opisu Długosza wieś „Nathryp”, ongiś do parafii Łęczna należąca, lecz od dłuższego czasu opuszczona, zaginęła bez śladu, a nazwę jej zachowało jedynie jezioro (Długosz L.B. t.III s.271).
Na przełomie XV i XVI wieku w czasach dla klasztoru sieciechowskiego pomyślniejszych doszło do odbudowania wsi Nadrybie. W 1529 r. miała ona 3 łany ziemi i pisano ją Nadryp (Liber Retaxationum 405-406), zaś w 1531 r. „Nadryp monachorum”. Odnotowana we wszystkich rejestrach z XVI–XVIII wieku. Przy czym pisano ją wówczas Nadrip, zaś w 1663 roku Nadrybie.
W 1801 r. była to już duża osada mająca 67 domów (Heldensfeld sector 233).
W spisie z roku 1827 odnotowano ją jako Nadrybie, na mapie z początku XX wieku widnieje Nadrybie wieś ze 108 domami. W 1905 r. w powiecie chełmskim figuruje Nadrybie wieś i kolonia oraz Nowe Nadrybie, razem posiadały 101 domów i 1256 mieszkańców. W spisie powszechnym z 1921 roku także w powiecie chełmskim było Nadrybie, wieś i kolonia oraz Nadrybie Dwór i Nadrybie Nowe. W 1960 r. w gromadzie Garbatówka, powiatu chełmskiego było Nadrybie wieś, Nadrybie Ukazowe wieś, Nadrybie Dwór kolonia.
Według Słownika geograficznego Królestwa Polskiego z roku 1885 Nadrybie wieś i dobra, oraz Nadrybska Wola wieś w powiecie chełmskim gminie Cyców, parafii Puchaczów, odległe 35 wiorst od Chełma, wieś posiadała gorzelnię, wiatrak, cegielnię, poprawną oborę rasy szwajcarskiej (jak podaje nota słownika) i znaczną pasiekę. W dobrach tych są cztery jeziora: Nadrybek, Uściwierz, Ciesacin i Uściwierzyk, mające łącznie 596 mórg obszaru. Największa głębokość 4 do 5 sążni ma jezioro Uściwierz.
Charakterystyka dóbr Nadrybie
Dobra Nadrybie składają się z folwarku Nadrybie i Józefina, wsi: Nadrybie, Majdan, Przymiarki, Ostrów, Zarobna, kolonii Nadrybie Janowiec i Wólka. Rozległość mórg 3048: folwark Nadrybie grunta orne i ogrody mórg 539, łąk mórg 270. pastwisk m. 351, lasu mórg 455, wody mórg 478, w wieczystych dzierżawach mórg 473, nieużytki i place mórg 183, razem mórg 2749. Budynków murowanych 3, z drzewa 35. Płodozmian 10. polowy. Folwark Józefin grunta orne i ogrody mórg 286, łąk mórg 4, nieużytki i place mórg 9, razem mórg 299. Budynki z drzewa 5. Płodozmian 11. polowy.

## Zalewisko Nadrybie
W wyniku szkód górniczych i zapadania się gruntów łąkowych obok wsi powstał zbiornik wodny. Stał się on siedliskiem licznych chronionych ptaków i w 2015 r. została wytyczona ścieżka przyrodnicza. Zalewisko wraz z jeziorami Bikcze, Nadrybie, Uściwierz oraz kanałem rzeki Piwonia tworzą połączony kompleks jezior, torfowisk, bagien, podmokłych i okresowo zalewanych łąk. Zalewisko znajduje się na terenie obszaru Natura 2000.